# گروه مناصیر
گروه مناصیر (انگلیسی: Manaseer Group) شرکت هلدینگ اردنی است، که در زمینه صنایع نفت و گاز، صنایع شیمیایی، اجرای پروژه‌های زیرساخت‌های شهری و صنعتی، املاک و مستغلات، علوم و صنایع غذایی، ارائه خدمات ترابری، لجستیک و پشتیبانی، بازیافت، تجارت کالا، تولید کود، سیمان و فولادسازی فعالیت می‌نماید.
گروه مناصیر در سال ۱۹۹۹ توسط زیاد المناصیر راه‌اندازی شد و در حال حاضر دارای ۱۰ کارخانه تولیدی، یک کارخانه فولادسازی، ۴ معدن، ۱۶ شرکت زیرمجموعه، یک پالایشگاه، ناوگانی از ۳۰۰ کامیون حمل بار، ۱۲ دفتر صادرات-واردات کالا، ۶ کارخانه سیمان، ۲ کارخانه تولید مواد شیمیایی و شبکه‌ای از مجتمع‌های مسکونی و املاک تجاری در اردن می‌باشد.
دفتر مرکزی این شرکت در شهر امان، اردن قرار دارد و کلیه سهام آن در اختیار خانواده المناصیر می‌باشد.